# Dolophilodes kaishoensis
Dolophilodes kaishoensis är en nattsländeart som beskrevs av Kobayashi 1985. Dolophilodes kaishoensis ingår i släktet Dolophilodes och familjen stengömmenattsländor. Inga underarter finns listade i Catalogue of Life.